# Xã Coral, Quận McHenry, Illinois
Xã Coral (tiếng Anh: Coral Township) là một xã thuộc quận McHenry, tiểu bang Illinois, Hoa Kỳ. Năm 2010, dân số của xã này là 3.552 người.